# Saison 1976-1977 de la LNH
Saison précédente Saison suivante
La saison 1976-1977 est la 60e saison régulière de la Ligue nationale de hockey. Les dix-huit équipes ont joué chacune 80 matchs.
Depuis la saison 1934-1935 de la LNH et le départ de la franchise originale des Sénateurs d'Ottawa vers Saint-Louis, aucune autre équipe n'avait déménagé.
Cette saison, deux franchises changent de ville : les Scouts de Kansas City vont à Denver dans le Colorado devenant ainsi les Rockies du Colorado et les Golden Seals de la Californie vont à Cleveland dans l'Ohio pour former les Barons de Cleveland.

## Saison régulière
La saison passée avait vu deux records être battus par les Canadiens de Montréal : le nombre de victoires et le nombre de points. Cette saison-ci, les Canadiens font encore une fois monter ces records les portant à 60 victoires et 132 points. À domicile, sur 40 matchs, ils ne subissent qu'une défaite et six matchs nuls.
À la fin de la saison, les Canadiens ont 20 points d'avance sur les Flyers de Philadelphie, seconds du classement.

### Classements finaux

#### Association Prince de Galles
| Clt   | Équipe                 | PJ | V  | D  | N  | BP  | BC  | Pts |
| ----- | ---------------------- | -- | -- | -- | -- | --- | --- | --- |
| +001, | Bruins de Boston       | 80 | 49 | 23 | 8  | 312 | 240 | 106 |
| +002, | Sabres de Buffalo      | 80 | 48 | 24 | 8  | 301 | 220 | 104 |
| +003, | Maple Leafs de Toronto | 80 | 33 | 32 | 15 | 301 | 285 | 81  |
| +004, | Barons de Cleveland    | 80 | 25 | 42 | 13 | 240 | 292 | 63  |

| Clt   | Équipe                 | PJ | V  | D  | N  | BP  | BC  | Pts |
| ----- | ---------------------- | -- | -- | -- | -- | --- | --- | --- |
| +001, | Canadiens de Montréal  | 80 | 60 | 8  | 12 | 387 | 171 | 132 |
| +002, | Kings de Los Angeles   | 80 | 34 | 31 | 15 | 271 | 241 | 83  |
| +003, | Penguins de Pittsburgh | 80 | 34 | 33 | 13 | 240 | 252 | 81  |
| +004, | Capitals de Washington | 80 | 24 | 42 | 14 | 221 | 307 | 62  |
| +005, | Red Wings de Détroit   | 80 | 16 | 55 | 9  | 183 | 309 | 41  |

#### Association Clarence Campbell
| Clt   | Équipe                 | PJ | V  | D  | N  | BP  | BC  | Pts |
| ----- | ---------------------- | -- | -- | -- | -- | --- | --- | --- |
| +001, | Flyers de Philadelphie | 80 | 48 | 16 | 16 | 323 | 213 | 112 |
| +002, | Islanders de New York  | 80 | 47 | 21 | 12 | 288 | 193 | 106 |
| +003, | Flames d'Atlanta       | 80 | 34 | 34 | 12 | 264 | 265 | 80  |
| +004, | Rangers de New York    | 80 | 29 | 37 | 14 | 272 | 310 | 72  |

| Clt   | Équipe                   | PJ | V  | D  | N  | BP  | BC  | Pts |
| ----- | ------------------------ | -- | -- | -- | -- | --- | --- | --- |
| +001, | Blues de Saint-Louis     | 80 | 32 | 39 | 9  | 239 | 276 | 73  |
| +002, | North Stars du Minnesota | 80 | 23 | 39 | 18 | 240 | 310 | 64  |
| +003, | Black Hawks de Chicago   | 80 | 26 | 43 | 11 | 240 | 298 | 63  |
| +004, | Canucks de Vancouver     | 80 | 25 | 42 | 13 | 235 | 294 | 63  |
| +005, | Rockies du Colorado      | 80 | 20 | 46 | 14 | 226 | 307 | 54  |

- Champion de la saison régulière
- Qualifié pour les quarts de finale des séries éliminatoires
- Qualifié pour le tour préliminaire des séries éliminatoires

### Meilleurs Pointeurs
| Joueur            | Équipe                   | PJ | B  | A  | Pts | Pun |
| ----------------- | ------------------------ | -- | -- | -- | --- | --- |
| Guy Lafleur       | Canadiens de Montréal    | 80 | 56 | 80 | 136 | 20  |
| Marcel Dionne     | Kings de Los Angeles     | 80 | 53 | 69 | 122 | 12  |
| Steve Shutt       | Canadiens de Montréal    | 80 | 60 | 45 | 105 | 28  |
| Rick MacLeish     | Flyers de Philadelphie   | 79 | 49 | 48 | 97  | 42  |
| Gilbert Perreault | Sabres de Buffalo        | 80 | 39 | 56 | 95  | 30  |
| Tim Young         | North Stars du Minnesota | 80 | 29 | 66 | 95  | 58  |
| Jean Ratelle      | Bruins de Boston         | 78 | 33 | 61 | 94  | 22  |
| Lanny McDonald    | Maple Leafs de Toronto   | 80 | 46 | 44 | 90  | 77  |
| Darryl Sittler    | Maple Leafs de Toronto   | 73 | 38 | 52 | 90  | 89  |
| Bobby Clarke      | Flyers de Philadelphie   | 80 | 27 | 63 | 90  | 71  |

## Séries éliminatoires de la Coupe Stanley

### Tableau récapitulatif
|  | Tour préliminaire | Tour préliminaire        | Tour préliminaire | Tour préliminaire      |   |                       | Quarts de finale | Quarts de finale | Quarts de finale | Quarts de finale |  |  | Demi-finales | Demi-finales | Demi-finales | Demi-finales |  |  | Finale | Finale | Finale | Finale |
|  |                   |                          |                   |                        |   |                       |                  |                  |                  |                  |  |  |              |              |              |              |  |  |        |        |        |        |
|  |                   |                          |                   |                        |   |                       |                  |                  |                  |                  |  |  |              |              |              |              |  |  |        |        |        |        |
|  |                   |                          |                   |                        |   |                       |                  |                  |                  |                  |  |  |              |              |              |              |  |  |        |        |        |        |
|  |                   |                          |                   |                        |   |                       |                  |                  |                  |                  |  |  |              |              |              |              |  |  |        |        |        |        |
|  |                   |                          |                   |                        |   |                       |                  |                  |                  |                  |  |  |              |              |              |              |  |  |        |        |        |        |
|  | 1                 | Canadiens de Montréal    | 4                 | 4                      |   |                       |                  |                  |                  |                  |  |  |              |              |              |              |  |  |        |        |        |        |
|  | 1                 | Canadiens de Montréal    | 4                 | 4                      |   |                       |                  |                  |                  |                  |  |  |              |              |              |              |  |  |        |        |        |        |
|  |                   |                          | 10                | Blues de Saint-Louis   | 0 | 0                     |                  |                  |                  |                  |  |  |              |              |              |              |  |  |        |        |        |        |
|  | 4                 | Islanders de New York    | 10                | Blues de Saint-Louis   | 0 | 0                     | 2                | 2                |                  |                  |  |  |              |              |              |              |  |  |        |        |        |        |
|  | 4                 | Islanders de New York    |                   |                        |   |                       |                  | 2                |                  |                  |  |  |              |              |              |              |  |  |        |        |        |        |
|  | 12                | Black Hawks de Chicago   | 0                 | 0                      |   |                       |                  |                  |                  |                  |  |  |              |              |              |              |  |  |        |        |        |        |
|  | 12                | Black Hawks de Chicago   | 0                 | 0                      | 1 | Canadiens de Montréal | 4                | 4                |                  |                  |  |  |              |              |              |              |  |  |        |        |        |        |
|  |                   |                          |                   |                        | 1 | Canadiens de Montréal | 4                | 4                |                  |                  |  |  |              |              |              |              |  |  |        |        |        |        |
|  |                   |                          | 5                 | Islanders de New York  | 2 | 2                     |                  |                  |                  |                  |  |  |              |              |              |              |  |  |        |        |        |        |
|  |                   |                          |                   |                        | 2 | 2                     |                  |                  |                  |                  |  |  |              |              |              |              |  |  |        |        |        |        |
|  |                   |                          |                   |                        |   |                       |                  |                  |                  |                  |  |  |              |              |              |              |  |  |        |        |        |        |
|  |                   |                          |                   |                        |   |                       |                  |                  |                  |                  |  |  |              |              |              |              |  |  |        |        |        |        |
|  | 2                 | Flyers de Philadelphie   | 4                 | 4                      |   |                       |                  |                  |                  |                  |  |  |              |              |              |              |  |  |        |        |        |        |
|  | 2                 | Flyers de Philadelphie   | 4                 | 4                      |   |                       |                  |                  |                  |                  |  |  |              |              |              |              |  |  |        |        |        |        |
|  |                   |                          | 6                 | Maple Leafs de Toronto | 2 | 2                     |                  |                  |                  |                  |  |  |              |              |              |              |  |  |        |        |        |        |
|  | 5                 | Sabres de Buffalo        | 6                 | Maple Leafs de Toronto | 2 | 2                     | 2                | 2                |                  |                  |  |  |              |              |              |              |  |  |        |        |        |        |
|  | 5                 | Sabres de Buffalo        |                   |                        |   |                       |                  | 2                |                  |                  |  |  |              |              |              |              |  |  |        |        |        |        |
|  | 11                | North Stars du Minnesota | 0                 | 0                      |   |                       |                  |                  |                  |                  |  |  |              |              |              |              |  |  |        |        |        |        |
|  | 11                | North Stars du Minnesota | 0                 | 0                      | 1 | Canadiens de Montréal | 4                | 4                |                  |                  |  |  |              |              |              |              |  |  |        |        |        |        |
|  |                   |                          |                   |                        | 1 | Canadiens de Montréal | 4                | 4                |                  |                  |  |  |              |              |              |              |  |  |        |        |        |        |
|  |                   |                          | 3                 | Bruins de Boston       | 0 | 0                     |                  |                  |                  |                  |  |  |              |              |              |              |  |  |        |        |        |        |
|  | 6                 | Kings de Los Angeles     | 3                 | Bruins de Boston       | 0 | 0                     | 2                | 2                |                  |                  |  |  |              |              |              |              |  |  |        |        |        |        |
|  | 6                 | Kings de Los Angeles     |                   |                        |   |                       |                  | 2                |                  |                  |  |  |              |              |              |              |  |  |        |        |        |        |
|  | 9                 | Flames d'Atlanta         | 1                 | 1                      |   |                       |                  |                  |                  |                  |  |  |              |              |              |              |  |  |        |        |        |        |
|  | 9                 | Flames d'Atlanta         | 1                 | 1                      | 3 | Bruins de Boston      | 4                | 4                |                  |                  |  |  |              |              |              |              |  |  |        |        |        |        |
|  |                   |                          |                   |                        | 3 | Bruins de Boston      | 4                | 4                |                  |                  |  |  |              |              |              |              |  |  |        |        |        |        |
|  |                   |                          | 8                 | Kings de Los Angeles   | 2 | 2                     |                  |                  |                  |                  |  |  |              |              |              |              |  |  |        |        |        |        |
|  |                   |                          |                   |                        | 2 | 2                     |                  |                  |                  |                  |  |  |              |              |              |              |  |  |        |        |        |        |
|  |                   |                          |                   |                        |   |                       |                  |                  |                  |                  |  |  |              |              |              |              |  |  |        |        |        |        |
|  |                   |                          |                   |                        |   |                       |                  |                  |                  |                  |  |  |              |              |              |              |  |  |        |        |        |        |
|  | 2                 | Flyers de Philadelphie   | 0                 | 0                      |   |                       |                  |                  |                  |                  |  |  |              |              |              |              |  |  |        |        |        |        |
|  | 2                 | Flyers de Philadelphie   | 0                 | 0                      |   |                       |                  |                  |                  |                  |  |  |              |              |              |              |  |  |        |        |        |        |
|  |                   |                          | 3                 | Bruins de Boston       | 4 | 4                     |                  |                  |                  |                  |  |  |              |              |              |              |  |  |        |        |        |        |
|  | 7                 | Penguins de Pittsburgh   | 3                 | Bruins de Boston       | 4 | 4                     | 1                | 1                |                  |                  |  |  |              |              |              |              |  |  |        |        |        |        |
|  | 7                 | Penguins de Pittsburgh   |                   |                        |   |                       |                  | 1                |                  |                  |  |  |              |              |              |              |  |  |        |        |        |        |
|  | 8                 | Maple Leafs de Toronto   | 2                 | 2                      |   |                       |                  |                  |                  |                  |  |  |              |              |              |              |  |  |        |        |        |        |
|  | 8                 | Maple Leafs de Toronto   | 2                 | 2                      | 4 | Islanders de New York | 4                | 4                |                  |                  |  |  |              |              |              |              |  |  |        |        |        |        |
|  |                   |                          |                   |                        | 4 | Islanders de New York | 4                | 4                |                  |                  |  |  |              |              |              |              |  |  |        |        |        |        |
|  |                   |                          | 5                 | Sabres de Buffalo      | 0 | 0                     |                  |                  |                  |                  |  |  |              |              |              |              |  |  |        |        |        |        |
|  |                   |                          |                   |                        | 0 | 0                     |                  |                  |                  |                  |  |  |              |              |              |              |  |  |        |        |        |        |
|  |                   |                          |                   |                        |   |                       |                  |                  |                  |                  |  |  |              |              |              |              |  |  |        |        |        |        |
|  |                   |                          |                   |                        |   |                       |                  |                  |                  |                  |  |  |              |              |              |              |  |  |        |        |        |        |
|  |                   |                          |                   |                        |   |                       |                  |                  |                  |                  |  |  |              |              |              |              |  |  |        |        |        |        |
|  |                   |                          |                   |                        |   |                       |                  |                  |                  |                  |  |  |              |              |              |              |  |  |        |        |        |        |

### Finale de la Coupe Stanley
Les Canadiens de Montréal remportent leur deuxième Coupe Stanley consécutive contre la 2e équipe du championnat, les Bruins de Boston, par 4 victoires à 0.
| 7 mai | Canadiens de Montréal | 7-3 | Bruins de Boston |  |

| 10 mai | Canadiens de Montréal | 3-0 | Bruins de Boston |  |

| 12 mai | Bruins de Boston | 2-4 | Canadiens de Montréal |  |

| 14 mai | Bruins de Boston | 1-2 | Canadiens de Montréal |  |

## Récompenses

### Trophées
| Trophée                      | Vainqueur                                        | Équipe                                           |
| ---------------------------- | ------------------------------------------------ | ------------------------------------------------ |
| Trophée Calder               | Willi Plett                                      | Flames d'Atlanta                                 |
| Trophée Lester-B.-Pearson    | Guy Lafleur                                      | Canadiens de Montréal                            |
| Trophée Art-Ross             | Guy Lafleur                                      | Canadiens de Montréal                            |
| Trophée Hart                 | Guy Lafleur                                      | Canadiens de Montréal                            |
| Trophée Conn-Smythe          | Guy Lafleur                                      | Canadiens de Montréal                            |
| Trophée Bill-Masterton       | Ed Westfall                                      | Islanders de New York                            |
| Trophée Jack-Adams           | Scotty Bowman                                    | Canadiens de Montréal                            |
| Trophée James-Norris         | Larry Robinson                                   | Canadiens de Montréal                            |
| Trophée Lady Byng            | Marcel Dionne                                    | Kings de Los Angeles                             |
| Trophée Lester-Patrick       | John Bucyk, Murray A. Armstrong et John Mariucci | John Bucyk, Murray A. Armstrong et John Mariucci |
| Trophée Vézina               | Ken Dryden Michel Larocque                       | Canadiens de Montréal                            |
| Trophée plus-moins de la LNH | Larry Robinson                                   | Canadiens de Montréal                            |

| Trophée                      | Équipe                 |
| ---------------------------- | ---------------------- |
| Trophée Clarence-S.-Campbell | Flyers de Philadelphie |
| Trophée Prince de Galles     | Canadiens de Montréal  |
| Coupe Stanley                | Canadiens de Montréal  |

### Équipes d'étoiles
| Position       | Première équipe | Première équipe        | Deuxième équipe   | Deuxième équipe        |
| Position       | Joueur          | Équipe                 | Joueur            | Équipe                 |
| -------------- | --------------- | ---------------------- | ----------------- | ---------------------- |
| Gardien de but | Ken Dryden      | Canadiens de Montréal  | Rogatien Vachon   | Kings de Los Angeles   |
| Défenseur      | Larry Robinson  | Canadiens de Montréal  | Guy Lapointe      | Canadiens de Montréal  |
| Défenseur      | Börje Salming   | Maple Leafs de Toronto | Denis Potvin      | Islanders de New York  |
| Ailier gauche  | Steve Shutt     | Canadiens de Montréal  | Richard Martin    | Sabres de Buffalo      |
| Centre         | Marcel Dionne   | Kings de Los Angeles   | Gilbert Perreault | Sabres de Buffalo      |
| Ailier droit   | Guy Lafleur     | Canadiens de Montréal  | Lanny McDonald    | Maple Leafs de Toronto |